# Dosu Văsești
Dosu Văsești – wieś w Rumunii, w okręgu Alba, w gminie Vidra. W 2011 roku liczyła 8 mieszkańców.